# Baseball na letnich igrzyskach olimpijskich

Baseball obecny był regularnie w programie igrzysk olimpijskich od Letnich Igrzysk Olimpijskich 1992 w Barcelonie. Wówczas po raz pierwszy rozegrano zawody o medale igrzysk olimpijskich. Wcześniej aż siedmiokrotnie zawodnicy startowali nieoficjalnie, a zawody traktowano jako pokazowe, pierwszy raz podczas Letnich Igrzysk Olimpijskich w Sztokholmie, a ostatni w Seulu podczas Letnich Igrzysk Olimpijskich 1988.
Ostatni raz oficjalne olimpijskie zawody odbyły się w Pekinie podczas Letnich Igrzysk Olimpijskich 2008. Baseball powrócił podczas Letnich Igrzysk Olimpijskich 2020 w Tokio.

## Kalendarium
| Rok  | Miejscowość | Kraj              | Zawody                                           |
| ---- | ----------- | ----------------- | ------------------------------------------------ |
| 1912 | Sztokholm   | Szwecja           | Baseball na Letnich Igrzyskach Olimpijskich 1912 |
| 1936 | Berlin      | III Rzesza        | Baseball na Letnich Igrzyskach Olimpijskich 1936 |
| 1952 | Helsinki    | Finlandia         | Baseball na Letnich Igrzyskach Olimpijskich 1952 |
| 1956 | Melbourne   | Australia         | Baseball na Letnich Igrzyskach Olimpijskich 1956 |
| 1964 | Tokio       | Japonia           | Baseball na Letnich Igrzyskach Olimpijskich 1964 |
| 1984 | Los Angeles | Stany Zjednoczone | Baseball na Letnich Igrzyskach Olimpijskich 1984 |
| 1988 | Seul        | Korea Południowa  | Baseball na Letnich Igrzyskach Olimpijskich 1988 |
| 1992 | Barcelona   | Hiszpania         | Baseball na Letnich Igrzyskach Olimpijskich 1992 |
| 1996 | Atlanta     | Stany Zjednoczone | Baseball na Letnich Igrzyskach Olimpijskich 1996 |
| 2000 | Sydney      | Australia         | Baseball na Letnich Igrzyskach Olimpijskich 2000 |
| 2004 | Ateny       | Grecja            | Baseball na Letnich Igrzyskach Olimpijskich 2004 |
| 2008 | Pekin       | Chiny             | Baseball na Letnich Igrzyskach Olimpijskich 2008 |

## Zawody
• = oficjalne zawody, D = pokazowe zawody
| Kategorie | 12 | 36 | 52 | 56 | 64 | 84 | 88 | 92 | 96 | 00 | 04 | 08 | 20 | Razem |
| --------- | -- | -- | -- | -- | -- | -- | -- | -- | -- | -- | -- | -- | -- | ----- |
| mężczyźni | D  | D  | D  | D  | D  | D  | D  | •  | •  | •  | •  | •  | •  | 6     |

## Klasyfikacja medalowa (1992-2008)
| Miejsce | Państwo           |   |   |   | Razem |
| ------- | ----------------- | - | - | - | ----- |
| 1.      | Kuba              | 3 | 2 | 0 | 5     |
| 2.      | Stany Zjednoczone | 1 | 0 | 2 | 3     |
| 3.      | Korea Południowa  | 1 | 0 | 1 | 2     |
| 4.      | Japonia           | 0 | 1 | 2 | 3     |
| 5.      | Australia         | 0 | 1 | 0 | 1     |
| 5.      | Chińskie Tajpej   | 0 | 1 | 0 | 1     |